# Szlak Okrężny wokół Gliwic

Szlak Okrężny wokół Gliwic – żółty znakowany szlak turystyczny w województwie śląskim.

## Informacje ogólne
Szlak przebiega głównie przez miasto Gliwice oraz miasta i miejscowości leżące na terenie powiatu gliwickiego lub z nim graniczące.

## Przebieg szlaku
Rudy – Park Krajobrazowy Cysterskie Kompozycje Krajobrazowe Rud Wielkich – Sierakowice – Łącza – Rudno – Taciszów – Bycina – Ciochowice – Toszek – Wilkowiczki – Zacharzowice – Pniów – Paczynka – Pyskowice – Gliwice – Zabrze – Paniówki – Mikołów – Chudów – Ornontowice – Knurów – Wilcza – Ochojec – Stodoły – Rudy